# Ramat Gan

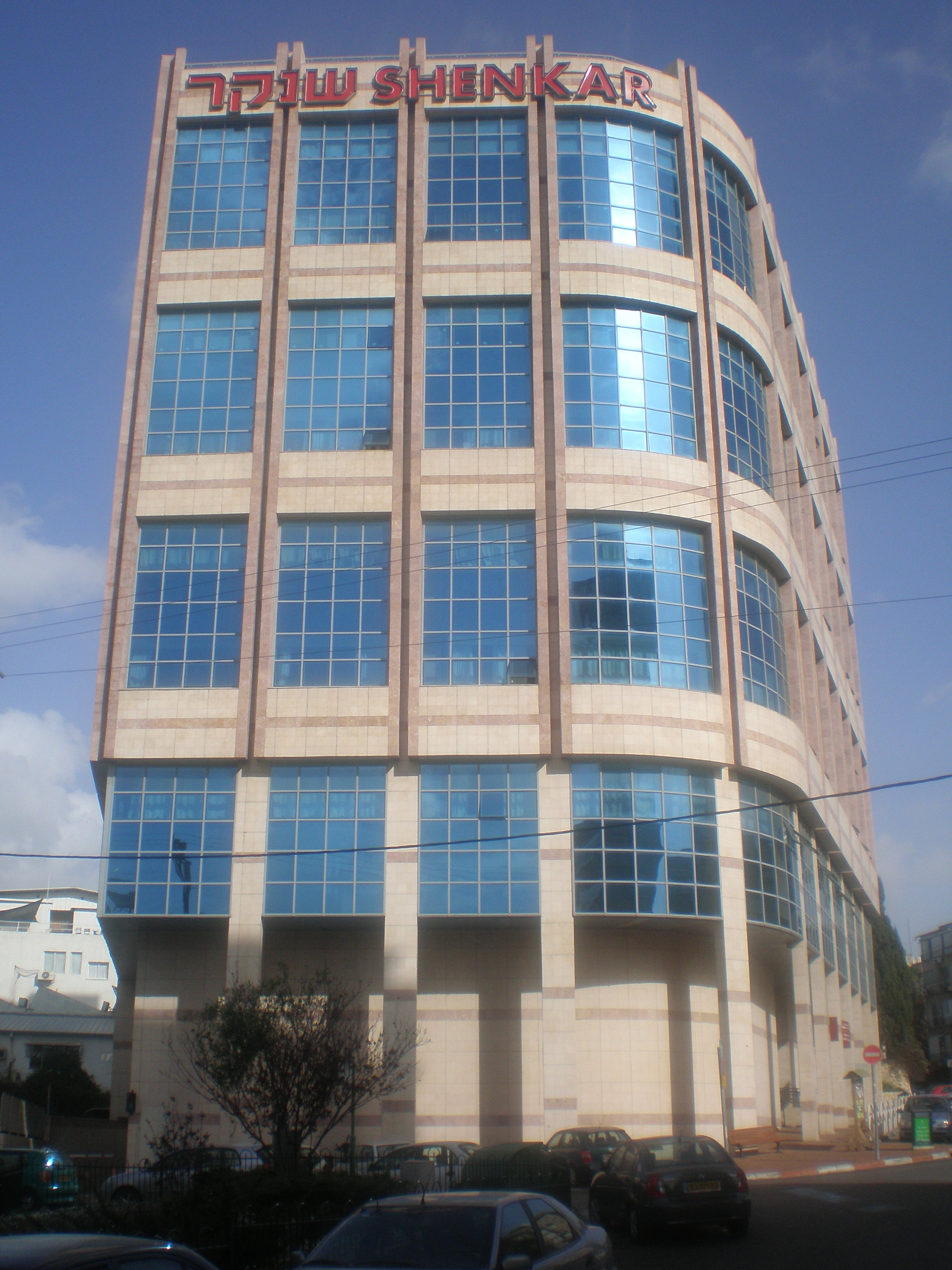
Scoala Superioară textilă şi de design Shenkar

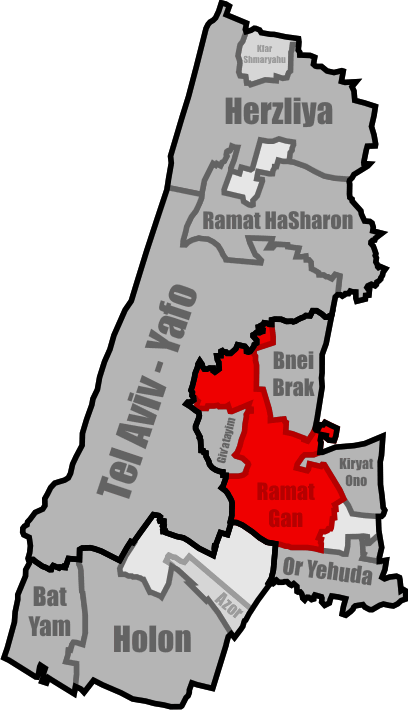
Ramat Gan pe harta zonei Gush Dan

Ramat Gan (ebr. ‏רמת גן‎) este un oraș din Israel având 145,875 loc. (în 2010) situat în zona metropolitană Gush Dan din districtul Tel Aviv, imediat la est de orașul Tel Aviv. 
Pe teritoriul său se află Stadionul național al Israelului, Parcul Național Ramat Gan, Safari, Universitatea Bar Ilan, Centrul Medical Sheba din Tel Hashomer, Bursa de diamante, Școala superioară de arte dramatice „Beit Tzvi”, sălile de teatru "Olav al V-lea", „Yahalom”, Teatrul „Hasifriyá”, Școala Superioară textilă și de design „Shenkar”, Muzeul Ramat Gan, mall-ul Knyón Ayalon.
Orașul găzduiește numeroase întreprinderi, inclusiv de high tech, precum și cea mai înaltă clădire din Israel, Moshe Aviv Tower.
Ramat Gan a fost întemeiat în anul 1921 ca așezare agricolă necooperatistă de tip moshavá. În anul 1926 i-a fost recunoscut statutul de consiliu local, iar în 1950 a fost declarat oraș.

## Așezare geografică
Orașul Ramat Gan se află în aria metropolitană Gush Dan, la est de Tel Aviv. El se învecinează la nord cu râul Yarkon, iar la est cu orașul Bney Brak.
În sud-vest se mărginește cu orașul Givatayim.

### Relieful
Zona, în principal de calcar, în care se situează Ramat Gan este o parte din regiunea de dealuri joase (având înălțimea mai mică de 100 m) din șesul Shefelat Peleshet care se întinde  de la râurile Ayalon și Yarkon la vest și la nord până la Depresiunea Ono la est. Aria orașului se evidențiază prin existența a patru coline mai însemnate: "Muntele Avraham" (73m), "Muntele Shaul", "Muntele Habanim" (al fiilor) și Dealul Haarnavot (al iepuroaicelor). În Depresiunea aflată între "Muntele Avraham" și "Muntele Shaul" este cunoscută de locuitorii vechi ai orașului ca "Haémek" (Valea), în care se află centrul orașului de astăzi.
Lângă ea se află o zona de șes, întinsă între Vale și râul Yarkon, precum și un platou sudic cunoscut sub numele de Ramat Itzhak sau Ramat Gan Bet.

### Clima
Zona Ramat Gan cunoaște o medie de 500 mm de ploi pe an și este așezată la o altitudine medie de 80 m deasupra nivelului mării

### Parcuri
Parcurile principale ale orașului sunt: Parcul Național, pe o întindere de 190 de hectare, parcul David din cartierul Merom Navè. 25 % din suprafața orașului este acoperită de parcuri publice.

## Demografia
Creșterea populației orașului de-a lungul anilor: 
Conform datelor Biroului Central de Statistică al Israelului, în decembrie 2011 locuiau în Ramat Gan 148,035 locuitori. Populația a crescut într-un ritm anual de 1.5%. Din punct de vedere al nivelului socioeconomic, orasul se plasa în anul 2010 pe nivelul 8 din 10. În anul școlar 2009-2010 74.5% din elevii din clasa a XII-lea au reușit la examenele de bacalaureat. Salariul lunar mediu în anul 2009 era de 8,604 shekeli noi (peste media pe țară de 7,070 shekeli noi)
Conform datelor din 2006, după locul de naștere al părinților, 42,900 din locuitorii Ramat Ganului erau originari din Europa și America, 29,200 din alte țări din Asia, 10,200 din Africa, iar 40,600 originari din Israel. 86,200 din locuitorii orașului erau născuți în Israel, iar 36,600 născuți în străinătate.

## Stema orașului
Stema actuală a localității a fost adoptată în anul 1958. Ea este formată dintr-un scut verde, în centrul căruia se află Steaua lui David stilizată, iar înăuntrul ei câteva motive istorice, specifice orașului, regiunii și trecutului lor:
- Curmalul, unul din cele Șapte Minim (Shivat Minim), reflectă rădăcinile poporului în Țara Israelului
- Soarele - simbol al luminii și căldurii cu care e binecuvântată Țara Israelului,
- Un zid de cărămizi (în partea dreaptă) - simbol al avântului construcției orașului
- Copaci deasupra zidului - amintesc parcurile și livezile care fac din Ramat Gan  „Orașul grădinilor” - Ir Ganim sau Platoul Grădină
- Un coș cu struguri și portocale, (in centru) și un plug - în lățime - simbolizează trecutul agricol al orașului
- Un horn de fabrică (în stânga) simbolizează întreprinderile înființate în Ramat Gan la începuturile sale, ca de pildă, fabrica „Elit”

În jurul Stelei lui David se văd șapte stele, amintind de cele șapte ore de lucru cotidiene. Cele șapte stele erau parte din steagul propus de Herzl pentru viitorul stat evreiesc.

## Istorie

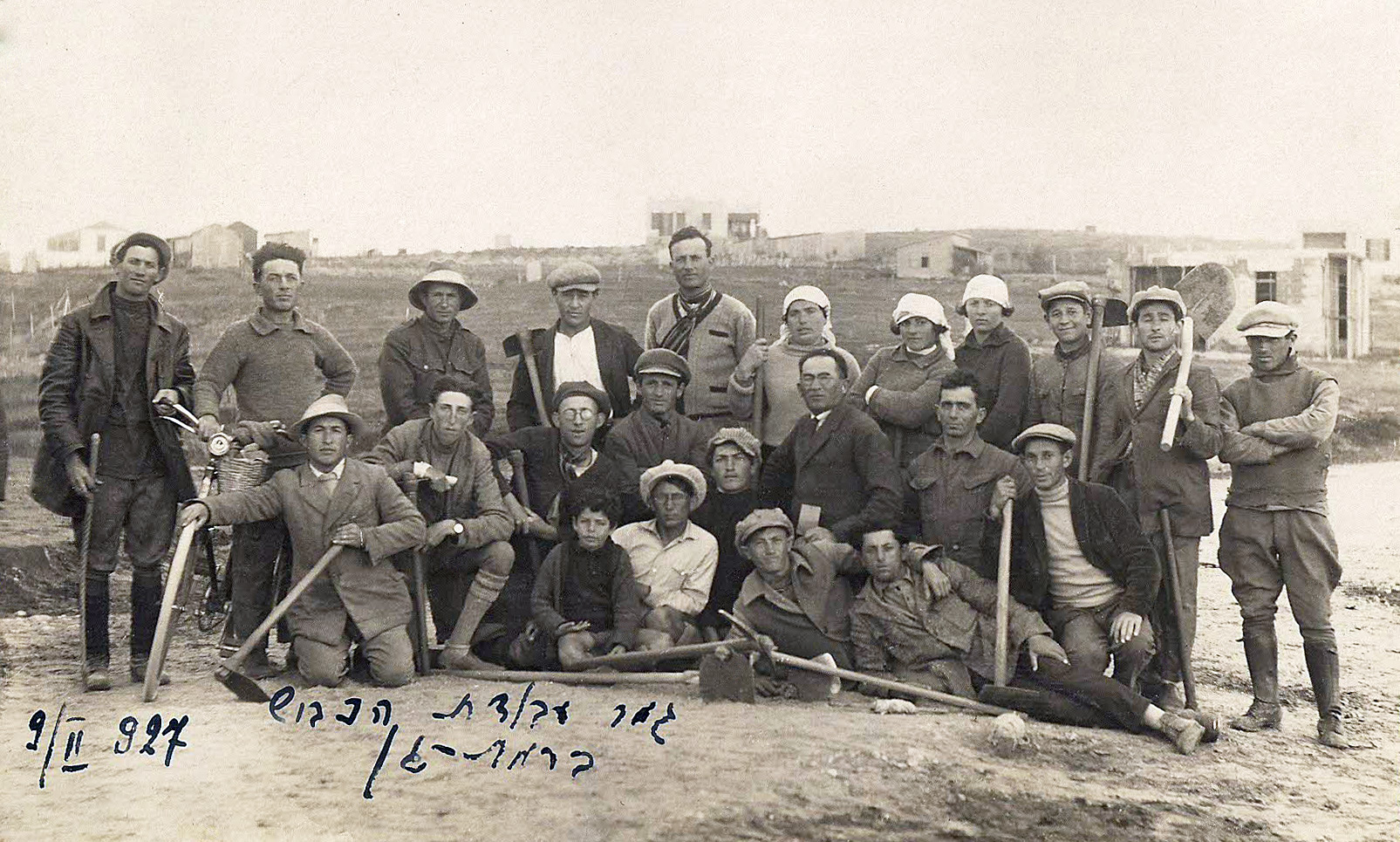
Un grup de constructori evrei dupa încheierea muncii la o şosea în Ramat Gan,1927

Pe teritoriul orașului s-au găsit vestigii arheologice din Epoca aramei și a bronzului.
În evul mediu zona a fost pentru multă vreme puțin locuită.
La începutul veacului al XVIII-lea populației arabe existente în zonă i s-au alăturat membri ai tribului de beduini Abu Kishk din Sinai, iar după 1839 felahi egipteni și sudanezi aduși în Palestina de Ibrahim pașa, fiul viceregelui Egiptului, Muhammad Ali.  
În ciuda creșterii numărului locuitorilor, până la finele secolului al XVIII-lea locul rămăsese adesea primejdios, el servind de adăpost tâlharilor la drumul mare.
La sfârșitul secolului al XIX unul din pionierii sionismului în Palestina, Yehoshua Stampfer, a fost cel dintâi care a propus crearea unei așezări evreiești la fața locului, aceasta într-o scrisoare către Yoel  Moshe Salomon, după o primă încercare eșuată de colonizare evreiască la Petah Tikva.
Adunarea fondatorilor noii localități evreiești a avut loc la 14 în luna Yiar 5674 la Tel Aviv  după ce un grup de locuitori din Ahuzat Bait (nucleul fondator al Tel Avivului) sub conducerea lui Yehuda Leib Matmon-Cohen, fondatorul gimnaziului Herzliya, au decis să înființeze un orășel "rural" sau moșav modern, care să se bazeze pe munca pionierilor evrei din zonă. Proiectul a fost amânat până după sfârșitul primului război mondial, mai ales pentru că în cursul anului 1917 terenurile vizate se aflau pe linia frontului dintre forțele otomane și cele britanice.
Ramat Gan a luat ființă în 1921 sub numele de Ir Ganim (Orașul grădinilor) ,având inițial statutul de moshav shitufi, o așezare cooperatistă  de agricultori particulari care creștea grâu, orz și pepeni verzi. În 1923 numele localității a fost schimbat în Ramat Gan -Platoul Grădină, iar locuitorii au renunțat la orice sistem cooperatist. În practică localitatea a continuat să funcționeze ca o așezare agricolă până în 1933, cu toate că în 1926 a obținut statutul cvasi-urban de „consiliu local”. În acea perioadă avea 450 locuitori. Cu timpul ea a devenit o așezare imediat limitrofă cu Tel Aviv. În anii 1940 așezarea a fost terenul „războiului” lingvistic în domeniul presei. Susținători extremiști  ai limbii ebraice au aruncat în aer o tipografie locală unde se tipăreau gazete în limba idiș.
Pe parcursul anilor economia localității a trecut de la agricultură la comerț și industrie.
În anul 1946 Ramat Gan număra deja 12,000 locuitori. În 1950 a fost recunoscut ca oraș. După valuri de imigranți evrei, între care un loc însemnat l-a avut cel al evreilor babiloneni din Irak, numărul populației a crescut în 1955 la 55,000 locuitori.
Cel dintâi primar al Ramat Ganului a fost din partea partidului sioniștilor generali (ulterior  - Partidul Liberal) tâmplarul Avraham Krinitzi (1886-1969) care a rămas în oficiu vreme de 43 ani. În 1961 aria municipală a orașului s-a extins spre răsărit, incluzând centrul medical Sheba de la Tel Hashomer și Universitatea Bar Ilan. 
În 1968 s-a deschis în oraș ceea ce era considerată cea mai mare bursă de diamante din lume.

## Cartierele orașului
- Kesem
- Kfar Azar
- Kiryat Borochov
- Kiryat Krinitzi
- Merom Nave
- Merkaz Hair (Centrul)
- Neve Yehoshua
- Nahlat Ganim
- Ramat Amidar
- Ramat Efal
- Ramat Hen
- Ramat Itzhak
- Ramat Shikma
- Shikun Vetikim
- Shhunat Elit
- Shhunat Haghefen
- Shhunat Hillel
- Shhunat Rishonim
- Tel Binyamin
- Tel Ganim

## Economia
Economia orașului este dominată de zona de afaceri a Bursei de diamante aflată în nord vestul orașului, unde se află și mai multe zgârie-noruri, între care Turnul Moshe Aviv, de 240 metri înălțime, care este până în prezent cea mai înaltă clădire din Israel, clădirea Bursei de diamante, hotelul Leonardo, de asemenea numeroase companii de high tech, între care Check Point Software Technologies and Articles Base.
În clădirea Bursei de diamante se află filiala israeliană a Băncii Indiei și sediul principal al băncii israeliene Mizrahi-Tfahot. Zona aceasta găzduiește și ambasadele în Israel ale Iordaniei, Olandei, Norvegiei, Belgiei, Uniunii Europene, Ghanei, Kenyei și ale Republicii Côte d'Ivoire. În oraș se mai găsesc Consiliul Britanic, sediul Confederației Generale a Muncii Histadrut, al Organizației medicilor etc.
Ramat Gan este și un important centru industrial , aici aflându-se fabrici de conserve de fructe și legume, de alte produse alimentare, întreprinderi textile, metalurgice, uzine de articole electrice, de mobile.
Renumită în Israel este fabrica de ciocolată și cafea a concernului Elite, care construiește pe locul vechii întreprinderi din Ramat Gan, tot în zona Bursei de diamante, un zgârie nori care urmează să întreacă în înălțime Turnul Moshe Aviv. La parter el va găzdui un muzeu al ciocolatei.
În 2006 Ramat Ganul avea trei hoteluri, cu un total de 408 camere.

## Personalități născute aici
- Dalia Ravikovich (1936 - 2005), scriitoare;
- Avi Nesher (n. 1952), regizor, scenarist;
- Ilan Ramon (1954 - 2003), astronaut;
- Etgar Keret (n. 1967), scriitor;
- Oren Peli (n. 1970), regizor, scenarist;
- Guy Sasson (n. 1980), tenismen olimpic.

## Orașe înfrățite

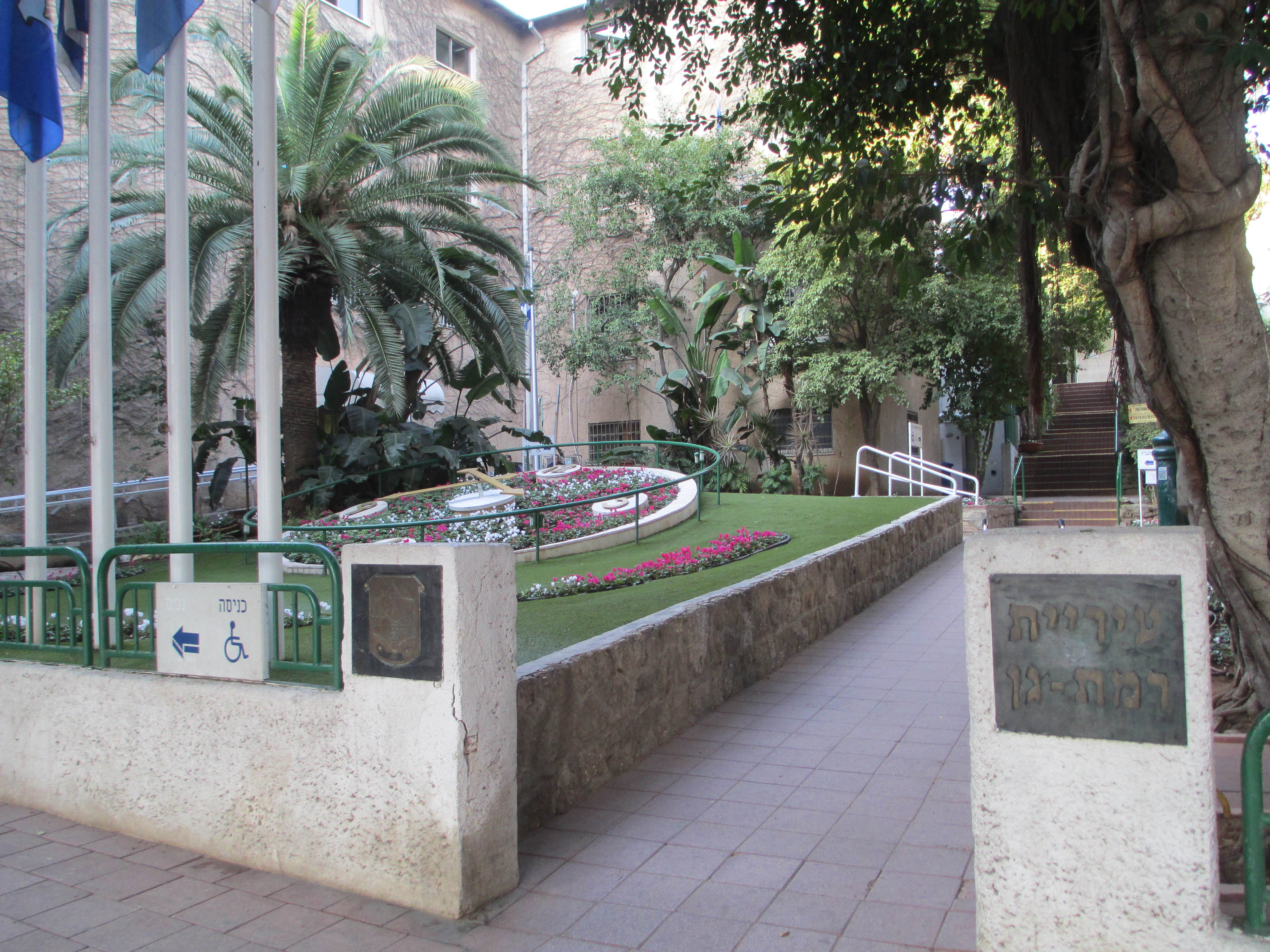
Primăria Ramat Gan

- Strasbourg, Franța
- Szombathely, Scoția
- Penza, Rusia
- Phoenix, Arizona, Statele Unite ale Americii
- Wrocław, Polonia
- Maalot-Tarshiha, Israel
- San Borja, Peru
- Kassel, Germania
- Barnet, Marea Britanie
- Main-Kinzig, Germania
- Shenyang, China
- Weinheim, Germania
- Marsilia, Franța
- Rio de Janeiro, Brazilia